# Lee Chien-mei
Lee Chien-mei (chinesisch 李健美; * 26. Juni 1969) ist eine taiwanische Badmintonspielerin. 

## Karriere
Lee Chien-mei nahm an den Badminton-Weltmeisterschaften 1985, 1989 und 1991 teil. Als beste Platzierung erreichte sie jeweils Platz 17 im Damendoppel bei allen drei Teilnahmen.

## Sportliche Erfolge
| Saison | Veranstaltung     | Disziplin   | Platz | Name                         |
| ------ | ----------------- | ----------- | ----- | ---------------------------- |
| 1985   | Weltmeisterschaft | Damendoppel | 17    | Sherry Liu / Lee Chien-mei   |
| 1989   | Weltmeisterschaft | Damendoppel | 17    | Kang Chia-yi / Lee Chien-mei |
| 1991   | Weltmeisterschaft | Damendoppel | 17    | Kang Chia-yi / Lee Chien-mei |